# Doesburgia celebiana
Doesburgia celebiana – gatunek chrząszcza z rodziny kózkowatych i podrodziny zgrzypikowych. Jedyny przedstawiciel rodzaju Doesburgia.

## Zasięg występowania
Azja Południowo-Wschodnia, występuje na wyspie Celebes.